# 김상기 (축구 선수)
김상기(한국 한자: 金尙基, 1982년 4월 5일 ~ )는 대한민국의 전 축구 선수이며, 포지션은 공격수였다.